# Capovolgimento meridionale della circolazione atlantica

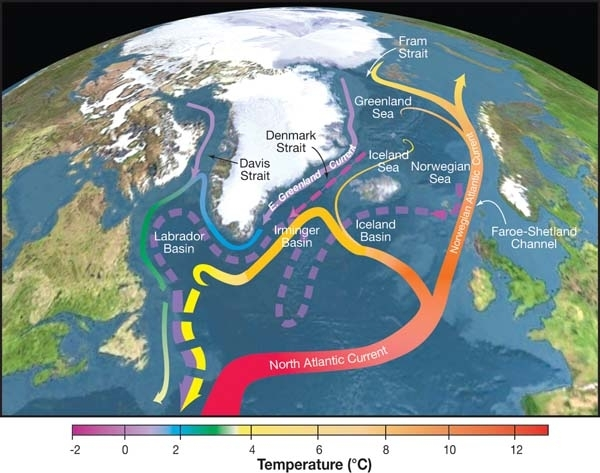
Mappa topografica dei mari del Nord e dei bacini subpolari con le correnti di superficie (linee piene) e correnti di profondità (tratteggiate). I colori indicano approssimativamente la temperatura.

Il capovolgimento meridionale della circolazione atlantica, abbreviato in AMOC dalla corrispondente denominazione in inglese Atlantic meridional overturning circulation, è un'importante corrente oceanica dell'Oceano Atlantico, caratterizzata da un flusso in direzione nord di acqua salina calda negli strati superficiali dell'Atlantico, e da un flusso in direzione sud di acqua fredda in profondità; fa parte della circolazione termoalina. La AMOC è un'importante componente del sistema climatico del nostro pianeta.

## Caratteristiche

Atlantic Multidecadal Oscillation Timeseries, 1856–2013

Questa corrente oceanica trasporta una quantità significativa di energia termica dai tropici e dall'emisfero australe verso il Nord Atlantico, mentre il calore viene trasferito all'atmosfera. Cambiamenti in questa circolazione oceanica potrebbero avere un profondo impatto sul sistema climatico globale.
Ci sono crescenti evidenze che le fluttuazioni della temperatura superficiale dell'Atlantico, che si ipotizzano collegate alle fluttuazioni nella AMOC, abbiano giocato un ruolo importante nelle fluttuazioni climatiche nell'intero pianeta su una grande varietà di scale temporali.. 
Misurazioni effettuate sull'intero bacino del Nord Atlantico suggeriscono oscillazioni decennali nelle temperature superficiali del mare che possono essere almeno in parte dovute alle fluttuazioni della AMOC. Nei dati relativi al periodo dal 1856 al 2013 si notano cicli ripetitivi noti come Oscillazione multidecennale atlantica (abbreviata in AMO, dalla dizione inglese Atlantic Multidecadal Oscillation). Evidenze provenienti da paleoregistrazioni suggeriscono che ci siano stati importanti cambiamenti della AMOC su scala decennale, in particolare durante i periodi glaciali. Questi bruschi cambiamenti hanno avuto un profondo impatto sul clima, sia a livello locale nell'Atlantico, che in località remote attorno al globo.
Al suo margine settentrionale, la AMOC interagisce con la circolazione del Mar Glaciale Artico. La copertura glaciale estiva dell'Artico ha subito una drastica riduzione da quando sono iniziate le rilevazioni satellitari nel 1979, con una perdita di quasi il 30% del valore misurato a settembre in 29 anni. I modelli di simulazioni climatiche suggeriscono che la rapida e consistente perdita misurata a settembre sarà destinata a continuare nel XXI secolo.